# Episodi di The Alcoa Hour (seconda stagione)
La seconda stagione della serie televisiva The Alcoa Hour è andata in onda negli Stati Uniti dal 16 settembre 1956 al 22 settembre 1957 sulla NBC.
| nº | Titolo originale                | Prima TV USA      |
| -- | ------------------------------- | ----------------- |
| 1  | Flight into Danger              | 16 settembre 1956 |
| 2  | The Big Wave                    | 30 settembre 1956 |
| 3  | Key Largo                       | 14 ottobre 1956   |
| 4  | Morning's at Seven              | 4 novembre 1956   |
| 5  | Merry Christmas, Mr. Baxter     | 2 dicembre 1956   |
| 6  | Adventure in Diamonds           | 9 dicembre 1956   |
| 7  | The Stingiest Man in Town       | 23 dicembre 1956  |
| 8  | A Double Life                   | 6 gennaio 1957    |
| 9  | Ride the Wild Mare              | 20 gennaio 1957   |
| 10 | No License to Kill              | 3 febbraio 1957   |
| 11 | The Animal Kingdom              | 17 febbraio 1957  |
| 12 | The Last Train to Pusan         | 3 marzo 1957      |
| 13 | The Original Miss Chase         | 17 marzo 1957     |
| 14 | The Big Build-Up                | 31 marzo 1957     |
| 15 | Nothing to Lose                 | 14 aprile 1957    |
| 16 | Mechanical Manhunt              | 28 aprile 1957    |
| 17 | Protege                         | 19 maggio 1957    |
| 18 | Mrs. Gilling and the Skyscraper | 9 giugno 1957     |
| 19 | Awake with Fear                 | 23 giugno 1957    |
| 20 | Hostages to Fortune             | 7 luglio 1957     |
| 21 | He's for Me                     | 21 luglio 1957    |
| 22 | Weekend in Vermont              | 4 agosto 1957     |
| 23 | The Trouble with Women          | 11 agosto 1957    |
| 24 | The Littlest Little Leaguer     | 25 agosto 1957    |
| 25 | No License to Kill (II)         | 1º settembre 1956 |
| 26 | 15 ottobre 1864                 | 15 settembre 1957 |
| 27 | Night                           | 22 settembre 1957 |

## Flight into Danger
- Prima televisiva: 16 settembre 1956

### Trama
- Guest star: Patricia Barry (hostess), Macdonald Carey (George Spencer), Felix Deebank (pilota), John Drainie (Harry Burdick), Robert Dryden (co-pilota), Geoffrey Horne (Treleaven), Liam Redmond (dottor Baird)

## The Big Wave
- Prima televisiva: 30 settembre 1956

### Trama
- Guest star: Joseph Anthony (Farmer Father), Hume Cronyn (Wise Gentleman), Carol Lynley (Setsu), Robert Morse (Jiya), Vivian Nathan (Farmer Mother), Milton Selzer (Fisherman Father), Rip Torn (Kino)

## Key Largo
- Prima televisiva: 14 ottobre 1956

### Trama
- Guest star: Anne Bancroft (Alegre), Alfred Drake (King), Lorne Greene (sceriffo Gash), Victor Jory (D'Alcala), John Marley (Corky), J. Carrol Naish (Murillo)

## Morning's at Seven
- Prima televisiva: 4 novembre 1956

### Trama
- Guest star: Dorothy Gish (Arry Gibbs), Lillian Gish (Esther Crampton), June Lockhart, Dorothy Stickney, Evelyn Varden, David Wayne (Homer Bolton)

## Merry Christmas, Mr. Baxter
- Prima televisiva: 2 dicembre 1956

### Trama
- Guest star: Patricia Benoit (Polly), Margaret Hamilton (Mrs. Gillyard), Dennis King (George Baxter), John McGiver (Mr. Bernhard), Jimmy Rogers (Bobby), Cornelia Otis Skinner (Susan Baxter)

## Adventure in Diamonds
- Prima televisiva: 9 dicembre 1956

### Trama
- Guest star: Robert Flemyng (Major), Maureen Hurley (Julia), Viveca Lindfors (Anna), Gary Merrill (Walter Keyser), Cameron Prud'Homme (Peter), Geoffrey Toone (Leeds)

## The Stingiest Man in Town
- Prima televisiva: 23 dicembre 1956

### Trama
- Guest star: Philippa Bevans (Mrs. Dilber), Vic Damone (Young Scrooge), Johnny Desmond (Fred), Olive Dunbar (Betty), The Four Lads (Carolers), Alice Frost (Mrs. Cratchit), Martyn Green (Bob Cratchit), John Heawood (Hawkins), Bryan Herbert (Mr. Fezziwig), Keith Herrington (Ghost of Christmas-Yet-to-Come), Dennis Kohler (Tiny Tim), Betty Madigan (Martha Cratchitt), Ian Martin (Ghost of Christmas Past), John McGiver (Two Gentlemen), John McGovern (Two Gentlemen), Stephen Meininger (An Urchin), Richard Morse (Peter), Patrice Munsel (Belle), Basil Rathbone (Ebenezer Scrooge), Karyl Ann Traum (Belinda), Robert Weede (Marley's Ghost), Karin Wolfe (Annie), Carson Woods (Billie), Robert Wright (Spirit of Christmas Present)

## A Double Life
- Prima televisiva: 6 gennaio 1957

### Trama
- Guest star: Ludwig Donath (Max), Nina Foch (Brita), Henderson Forsythe (Victor Donlan), Hilda Haynes (Gladys), Ross Martin (Tony), Eric Portman (Anthony John / Othello), Wallace Rooney (Cooley), Luis Van Rooten (Vito), Shelley Winters (Pat Kroll)

## Ride the Wild Mare
- Prima televisiva: 20 gennaio 1957

### Trama
- Guest star: Edward Andrews (George), Lloyd Bridges (Danny Mayo), Kevin Coughlin (Fred), Betty Field (Marge Mayo), John Marley (Vick), Murvyn Vye (Gus)

## No License to Kill
- Prima televisiva: 3 febbraio 1957

### Trama
- Guest star: Carl Betz (Howard Miller), Edward Binns (tenente Marchese), Maureen Cassidy (Dorothy Grimes), Hume Cronyn (Ralph Grimes), Eileen Heckart (Vi Miller), Jack Klugman (Tyler), Victor Riesel (narratore), Jack Rylander, Helen Wallace (Mrs. Miller)

## The Animal Kingdom
- Prima televisiva: 17 febbraio 1957

### Trama
- Guest star: Alan Hale Jr. (Red Regan), Joanne Linville (Daisy Sage), Paul McGrath (Rufus Collier), Meg Mundy (Cecelia Henry), Robert Preston (Tom Collier), Mary Welch (Franc)

## The Last Train to Pusan
- Prima televisiva: 3 marzo 1957

### Trama
- Guest star: Philip Ahn (maggiore Pak), Erlinda Cortes (Lee Su Im), Virginia Kaye (Sorella Maria), Gary Merrill (Johnny Davis)

## The Original Miss Chase
- Prima televisiva: 17 marzo 1957

### Trama
- Guest star: Nanette Fabray (Rosemary Chase), Henry Lascoe (Mr. Romaine), Darren McGavin (Arthur Bryan), Hiram Sherman (Elton Andrews), Evelyn Varden (Mrs. Andrews), John Williams (Charles Gillis)

## The Big Build-Up
- Prima televisiva: 31 marzo 1957

### Trama
- Guest star: Diane Gentner (Isabel), E.G. Marshall (Herman Magnus), George Peppard (Eddie Pierce), Jason Robards (Bert Palmer), Robert F. Simon (Mr. Price)

## Nothing to Lose
- Prima televisiva: 14 aprile 1957

### Trama
- Guest star: Ralph Bellamy (Dutch Scranton), Harry Bellaver (Williams), Frank Blair (TV Reporter), George Ebeling (Chaplain), Robert Emhardt (Doc Jones), Mike Kellin (Ernest 'Chowder' Waybel), Edmon Ryan (Assistant Warden), Frank Sutton (Radcliffe), James Whitmore (Warden Lightfoot)

## Mechanical Manhunt
- Prima televisiva: 28 aprile 1957

### Trama
- Guest star: Robert Arden (Jerome), Loïs Bolton (Agnes), Sally Brophy (Susan), Ward Costello (Charlie), Richard Kiley (Peter Melnecke), Parker McCormick (Landlady), Victor Thorley (Malotte)

## Protege
- Prima televisiva: 19 maggio 1957

### Trama
- Guest star: Skip Homeier (Dick Carr), Lee Meriwether (Girl in the Sketch), Betsy Palmer (Ann Fenn), Evelyn Varden (Clara Carr), David White (Bixby), Ed Wynn (Billy Bishop)

## Mrs. Gilling and the Skyscraper
- Prima televisiva: 9 giugno 1957

### Trama
- Guest star: Kathleen Comegys (Mrs. Millie Roos), Helen Hayes (Mrs. Gilling), Halliwell Hobbes (portiere), Wilfrid Hyde-White (Gordon), Jack Klugman (George), Leueen MacGrath (Pauline), Joanna Roos (Francine), Katherine Squire (Annie)

## Awake with Fear
- Prima televisiva: 23 giugno 1957

### Trama
- Guest star: Loïs Bolton (Bernice Schmidt), Eddie Bracken (Charlie Joyce), Emily Horsley (Matron), Henry Jones (Ed Krieber), Virginia Kaye (Dorothy Parsons), Dennis Kohler (Buster Joyce), Audra Lindley (Ruth Joyce)

## Hostages to Fortune
- Prima televisiva: 7 luglio 1957

### Trama
- Guest star: Anne Bancroft (Giselle), Charles Cooper (tenente Garhardt), Joe De Santis (dottor Hartman), Charles Korvin (Von Zimmer), Rip Torn (Pierre), Harold Vermilyea (Grandfather)

## He's for Me
- Prima televisiva: 21 luglio 1957

### Trama
- Guest star: Larry Blyden (Ralph), Joan Hovis (Pat), Roddy McDowall (Max), Elaine Stritch (Laura)

## Weekend in Vermont
- Prima televisiva: 4 agosto 1957

### Trama
- Guest star: Patricia Barry (Grace Barre), Howard Lindsay (Mr. Barre), Aina Niemela (Jean), Tony Randall (Stan Kasper), Dorothy Stickney (Mrs. Barre), William Traylor (Warren)

## The Trouble with Women
- Prima televisiva: 11 agosto 1957

### Trama
- Guest star: Audrey Christie (Marcia Barry), Jeff Harris (Artie), Walter Matthau (George Barry), Hiram Sherman (Porky), Shirley Standlee (Debbie)

## The Littlest Little Leaguer
- Prima televisiva: 25 agosto 1957

### Trama
- Guest star: Jacob Kalich (Grandfather), Peter Lazer (Benjamin 'Benjie' Hauptmann), Sal Maglie (se stesso), Vivian Nathan (Marretta Hauptmann), Nehemiah Persoff (Willie Hauptmann), Tommy White (Neighbor Boy)

## No License to Kill (II)
- Prima televisiva: 1º settembre 1956

### Trama
- Guest star: Eddie Albert (Ralph Grimes), Louis Badolati (Pollard), Stephen Chase (Burou), Cathleen Nesbitt (Mrs. Miller Sr.), Frank Overton (Tyler), Hugh Reilly (Howard Miller), Abraham E. Ribicoff (narratore), Frederick Rolf (dottor Lane), Maureen Stapleton (Vi Miller), Robert Strauss (tenente Marchesse), Michael Strong (Resident Doctor), Norman Twain (Kirkland)

## 15 October 1864
- Prima televisiva: 15 settembre 1957

### Trama
- Guest star: Clu Gulager (James Wesley), Allan Nixon (tenente Benett Young), James Pritchett (Philip Cullen), Olive Sturgess (Hannah), Paul Tripp (Roger Harrison)

## Night
- Prima televisiva: 22 settembre 1957

### Trama
- Guest star: Amy Freeman (Riga), William Hansen (Santa), E.G. Marshall (Shorty), Addison Powell (dottor Chula), Jason Robards (Jayson), Franchot Tone (Prince), Virginia Vincent (Cleo), Bill Zuckert (Brophy)